# John Updike
John Hoyer Updike (Reading, Pennsylvania, 18 maart 1932 – Danvers, Massachusetts, 27 januari 2009) was een Amerikaans schrijver van romans en korte verhalen.
Zijn bekendste werk is de Rabbit-serie: Rabbit, Run, Rabbit Redux, Rabbit is Rich, Rabbit at Rest en Rabbit, Remembered. Zijn eerste grote commerciële succes was Couples.
Updike schreef zeer realistisch. Hij schreef over het leven van doorsnee mensen in New England, waar hij woonde. De meest voorkomende thema's in zijn werk zijn seksualiteit en dood, en het samenspel tussen de twee. Hij was een veelzijdig auteur, die in zijn fictie autobiografische elementen verwerkte en daarbij diverse kanten van zichzelf liet zien in zijn literaire alter ego's: Harry Angstrom ("Rabbit", de doorsnee Amerikaan), Henry Bech (de moeizame auteur) en Richard Maple (de burgerman in een midlifecrisis).
Ook heeft hij veel geschreven als criticus. Hij is vaak in literair debat gegaan met onder anderen Gore Vidal en Tom Wolfe. Hij heeft boeken van veel grote schrijvers gerecenseerd, onder wie Saul Bellow, Kurt Vonnegut, Iris Murdoch, Milan Kundera en Isabel Allende. Hij overleed aan longkanker.

## Secundaire literatuur
- Joost Zwagerman Iedere zin was een héérlijke zin - Bij de dood van John Updike, tedere explorator van de dingen, In memoriam in NRC Handelsblad, katern Boeken, vrijdag 30 januari 2009, pag.13.
- Sam Tanenhaus Mr.Wizard in New York Times Sunday Book Review 26 oktober 2008
- D.A.F.Hamers Tijd voor suburbia: de Amerikaanse buitenwijk in wetenschap en literatuur, uitg. Van Gennep, Amsterdam (2003) ISBN 90-5515-413-X
- Jack De Bellis The John Updike encyclopedia, uitg. Greenwood Press, Westport CT (2000) ISBN 0-313-29904-8
- James A. Schiff John Updike revisited, uitg. Twayne Publishers, New York (1998) ISBN 0-8057-4611-0
- Jack De Bellis John Updike: a bibliography, 1967-1993, Greenwood Press, Westport CT (1994) ISBN 0-313-28861-5
- Margaret Morganroth Gullette  Safe at last in the middle years: the invention of the midlife progress novel: Saul Bellow, Margaret Drabble, Anne Tyler, and John Updike, uitg. University of California Press, Berkeley (1988) ISBN 0-520-06282-5
- Donald Jones Greiner John Updike's novels, uitg. Ohio University Press, Athens Ohio (1984) ISBN 0-8214-0780-5 en  0-8214-0792-9
- George W. Hunt John Updike and the three great secret things: sex, religion, and art, uitg. Eerdmans, Grand Rapids (1980) ISBN 0-8028-3539-2
- Michael A. Olivas An annotated bibliography of John Updike criticism, 1967-1973, and a checklist of his works uitg. Garland, New York ISBN 0-8240-1053-1
- Richard Wesley Burr Puer Aeternus: An examination of John Updike's "Rabbit, run", uitg. Juris, Zürich (1974)
- Edward P. Vargo Rainstorms and fire: ritual in the novels of John Updike, uitg. Kennikat Press, Londen (1973) ISBN 0-8046-9053-7
- Rachael C. Burchard John Updike: yea sayings, uitg. Southern Illinois University Press, Carbondale, Ill. (1971) ISBN 0-8093-0477-5
- Larry E. Taylor Pastoral and anti-pastoral patterns in John Updike's fiction, uitg. Southern Illinois University Press, Carbondale Ill. (1971) ISBN 0-8093-0484-8
- Alice & Kenneth Hamilton The elements of John Updike, uitg. Eerdmans, Grand Rapids (1970)
- Charles Thomas Samuels John Updike, uitg. University of Minnesota Press, Minneapolis (1969)
- C. Clarke Taylor John Updike: a bibliography, uitg. Kent State University Press, Kent, Ohio (1968)
- Howard M. Harper Jr. Desperate faith: a study of Bellow, Salinger, Mailer, Baldwin and Updike, uitg. University of North Carolina Press, Chapel Hill NC (1967)